# Prostituce v Pobřeží slonoviny
Prostituce v Pobřeží slonoviny je legální, ale některé činnosti s ní související jako je kuplířství nebo provozování nevěstinců jsou nezákonné. Podle sexuálních pracovnic je vymáhání práva zřídkavé a zkorumpované. Prostitutky jsou někdy obtěžovány příslušníky policie, kteří od nich vyžadují úplatky nebo sexuální služby. Vojáci a policisté se často zaměřují na transsexuální prostitutky a ty jsou často oběťmi násilí. Podle odhadu z roku 2014 se v zemi živilo prostitucí 9 211 lidí. První občanská válka v Pobřeží slonoviny, která probíhala v letech 2002 až 2007 zanechala mnoho žen bez prostředků, proto se některé z nich uchýlily k prostituci, neboť v zemi je vysoká míra nezaměstnanosti.
Většina prostitutek se nachází v hlavním městě, v Abidžanu. Většina z nich pochází z Ghany, dále jsou zde prostitutky z Nigérie, Toga, Mali, Senegalu a dalších západoafrických zemí. Mezi jejich zákazníky jsou i místní vojáci či pracovníci mírových jednotek OSN. Dalším problémem v Pobřeží slonoviny je sexuální turistika.
Ve městech založily sexuální pracovnice organizace na ochranu svých zájmů. Tyto organizace se často starají o určitou etnickou skupinu. Každá z nich má předsedkyni a další úřednice. Těmi jsou starší prostitutky, které jsou považovány za „moudřejší“.

## Historie
Před příchodem Evropanů existovala v zemi forma institucionální prostituce. Politická elita získávala ženy, obvykle otrokyně, aby sloužily sexuálním potřebám svobodných mužů. Byla iniciována náboženskými obřady a jejich výdělky byly kontrolovány státem. Aby byly viditelně označeny, nosily kolem hlavy hadřík z bílého plátna. Ženatí muži měli pod přísným trestem zakázáno využívat jejich služeb.
V 60. letech 20. století přišlo do země mnoho prostitutek z Francie, především z Paříže a z Marseille. Tyto ženy pracovaly jako barmanky v barech a nočních klubech a to převážně v Abidžanu. Účtovaly si vysoké poplatky, ale majiteli baru platily provizi z každého klienta. Kvůli vysokým cenám byli jejich klienty Evropané nebo bohatí Afričané.
Ghanské ženy začaly do této země přicházet v 70. letech 20. století z důvodu útlumu ghanské ekonomiky. Tato migrace pokračovala a v 90. letech 20. století byla více než polovina prostitutek v Abidžanu původem z Ghany.

## Místní názvosloví
- hadi – v Abidžanu jsou prostitutky pracující na ulici označovány slovem hadi kvůli syčivým zvukům, kterými lákají klienty.[5] Ulice Rue Pierre et Marie Curie ve čtvrti červených luceren v Abidžanu je známa pod přezdívkou ulice hadů.[11]
- ženy Dioula – mladší prostitutky pocházející z Mali. Po krátkém působení jako prostitutky se většinou stávají obchodnicemi na místních tržištích.[6]
- ženy Karoua – starší ženy z lidu Džermů a Hausů, které jsou většinou rozvedené a pocházejí z Ghany.[6]
- evolue – ženy z různých zemí bývalé Francouzské Západní Afriky, které hledají klienty v barech a nočních klubech.[6]
- TouTou – ženy pocházející z bývalé Britské Západní Afriky, které většinou pracují jako pouliční prostitutky.[6]

## HIV
Stejně jako v ostatních zemích západní Afriky je i v Pobřeží slonoviny velkým problémem HIV. Jednou z vysoce rizikových skupin obyvatelstva jsou prostitutky. Dříve nebylo běžné používání kondomů při pohlavním styku, což vedlo k tomu, že v roce 1995 bylo 70 % prostitutek v Abidžanu HIV pozitivních. Agresivní veřejná informační kampaň a vzdělávací intervence se zaměřovaly na klíčové vysoce rizikové skupiny populace, jako jsou sexuální pracovnice, což vedlo ke snížení HIV pozitivity mezi prostitutkami na 40 % v roce 1998. Pokračující kampaně, vzdělávání, distribuce kondomů a přístup k lepší zdravotní péči snížily prevalenci HIV mezi prostitutkami na 26,6 %  v roce 2011 a na 11 % v roce 2016.

## Sexuální vykořisťování a obchod s lidmi
Pobřeží slonoviny je zdrojovou, tranzitní i cílovou zemí pro ženy a děti vystavené obchodu s lidmi a sexuálnímu vykořisťování. V Pobřeží slonoviny převládá obchod s lidmi uvnitř země nad mezinárodním obchodem a většina identifikovaných obětí zde jsou děti. Kvůli silnějšímu důrazu na monitorování a boj proti obchodu s dětmi v této zemi může být počet dospělých obětí podhodnocen. Místní ženy a dívky jsou primárně vystaveny nucené práci v domácnostech a v restauracích, ale jsou i oběťmi sexuálního vykořisťování.
Některé ženy a dívky přijaté v Ghaně a Nigérii jako servírky, se stávají oběťmi obchodu s lidmi kvůli sexu. I nelegální imigranti původem z Pobřeží slonoviny jsou kvůli svému nelegálnímu postavení v Maroku často oběťmi obchodu s lidmi.